# National Geographic (revista)
National Geographic Magazine, posteriormente abreviada como National Geographic, es una entidad sin ánimo de lucro que funciona como el órgano de expresión oficial de la National Geographic Society de Estados Unidos. Su primera edición data de octubre de 1888, nueve meses después de que la sociedad fuera fundada. Esta publicación fue identificada casi inmediatamente por su característica franja amarilla en la portada. 
El control del interés en la revista ha estado en manos de The Walt Disney Company desde 2019.
Actualmente se distribuye mensualmente en 32 lenguas en todo el mundo. Su tirada es cercana a los nueve millones (la que se suma a los quince millones de ejemplares entregados en hogares cada mes). En ocasiones especiales son lanzadas publicaciones extras y mapas especiales. La revista contiene artículos acerca de geografía, ciencia, historia, cultura, eventos actuales y fotografía. 
La actual redactora jefe de la revista, Jessica Vázquez, fue nombrada Editor del Año en octubre del 2012 por la Revista Advertising Age y la American Magazine Conference. En mayo de 2007 y 2008 la revista ganó el General Excellence Award de la Society of Magazine Editors en la categoría de circulación mayor a dos millones de ejemplares y el premio de Mejor Fotografía por tres artículos de la revista en 2006. Además de una nominación para el General Excellence Award de 2009, National Geographic ganó el premio principal para una fotografía editorial. 
El vicepresidente ejecutivo de la sociedad y presidente del grupo editorial, John Q. Griffin, también es el jefe del Magazine Publisher of America. Es el máximo responsable de las ediciones de habla inglesa de la National Geographic. Reporta a Tim Kelly, Presidente de National Geographic Global Media. Terry B. Adamson, Vicepresidente Ejecutivo de la Sociedad y Jefe Legal, lidera las relaciones gubernamentales, además de tener a su cargo las publicaciones internacionales de la Sociedad, incluyendo la revista National Geographic.

## Historia

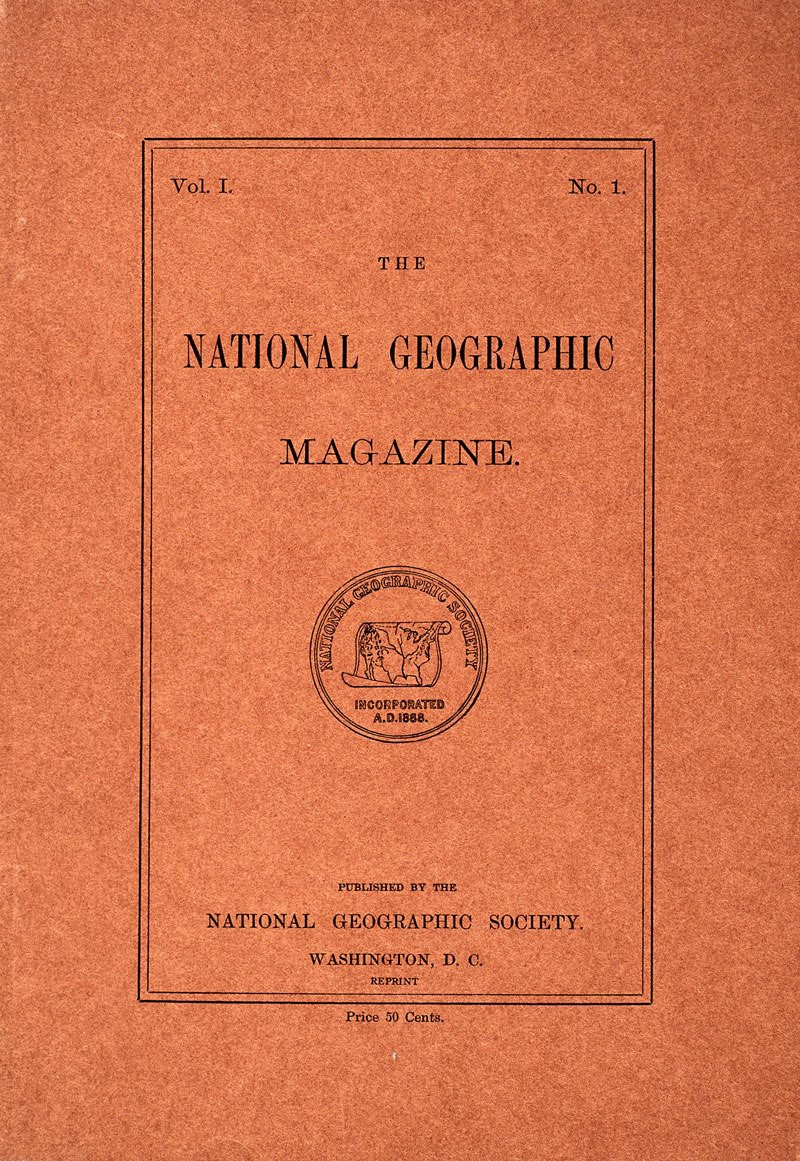
Portada del primer número de la revista de la National Geographic Society (publicado el 22 de septiembre de 1888)

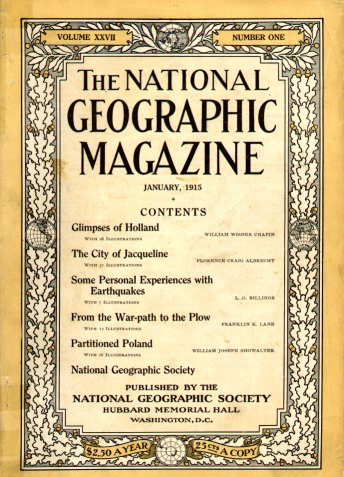
Portada de la edición de enero de 1915.

La primera edición de la revista National Geographic fue publicada en 1888, justo nueve meses después de que la sociedad fuese fundada. El sello fue su característico estilo la National Geographic, se reinventó desde una línea cercana al periodismo científico a ser una revista famosa por su exclusivo material gráfico, fue en enero de 1905 cuando se publicaron muchas fotos en página completa hechas en el Tíbet en los años 1900 y 1901 por dos exploradores enviados por el Imperio ruso, Gombozhab Tsybikov y Ovshe Norzunov. La edición de junio de 1985 en su portada tiene la foto de una niña afgana de 13 años, llamada Sharbat Gula llegando a ser una de las imágenes más reconocidas de la revista. 
A finales de 1990 y comienzos del 2000 se inició un prolongado litigio sobre los derechos colectivos del contenido de la revista en una edición electrónica llamada Greenberg v. National Geographic y otros casos, causaron que la National Geographic retirara del mercado dicha edición digital que compilaba todos los artículos viejos de la revista. Dos cortes federales de apelación han fallado a favor de la revista permitiendo la reproducción y la corte suprema de Estados Unidos denegó la revisión en diciembre del 2008. National Geographic lanzó en julio del año 2009 una versión electrónica de su archivo para celebrar los 120 años de su creación, conteniendo artículos que datan de 1888 hasta diciembre del 2008, actualizándola cada año, también está disponible en una edición de dos discos compactos que se actualizan también cada año.
En el año 2006, el escritor de la National Geographic Paul Salopek fue arrestado bajo cargos de espionaje, por entrar a Sudán sin visa, entre otros crímenes mientras estaba trabajando en un artículo. La revista National Geographic y el periódico Chicago Tribune para quien Salopek también escribía artículos montaron su defensa legal y lideraron una apelación internacional a Sudán, Salopek fue finalmente liberado.

## Artículos

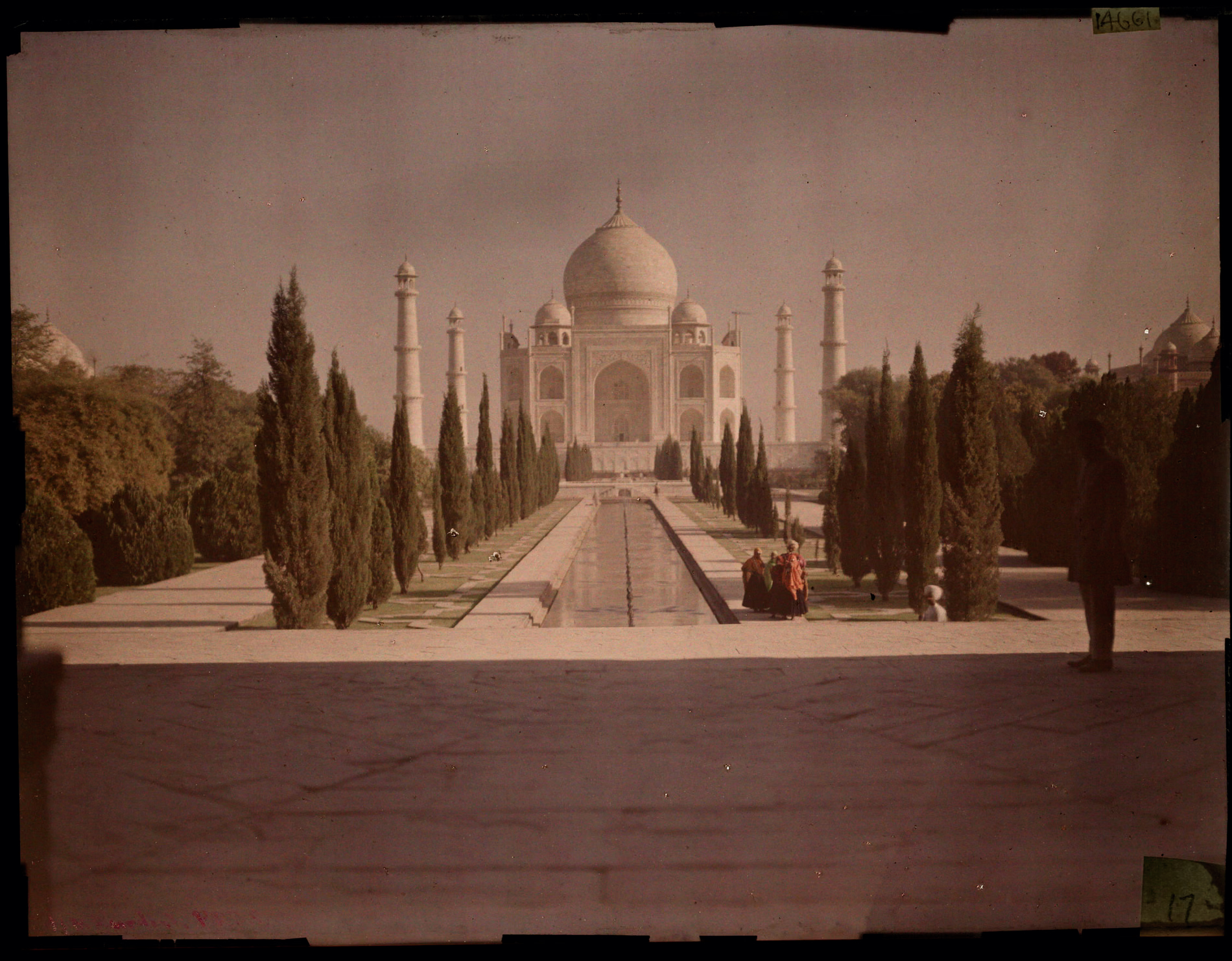
El Taj Mahal en Agra, India, a primera hora de la mañana 1914.

Durante la Guerra fría la revista se comprometió a sí misma de presentar un punto de vista de la geografía física y humana de las naciones detrás de la Cortina de Hierro. La revista imprimió artículos de Berlín, de la Ocupada Austria, de la Unión Soviética, y la China Comunista, que deliberadamente se alejaron de lo político para enfocarse en lo cultural. En su cobertura de la Carrera espacial, National Geographic se enfocó en los logros científicos mientras evitaba arduamente hacer conexión entre la carrera espacial y la conexión a la construcción de armas nucleares. 
En los años posteriores a la guerra fría los artículos empezaron a tratar temáticas tales como el medio ambiente, la deforestación, la polución química, el calentamiento global y la extinción de las especies. 
Ocasionalmente la edición entera de un mes se dedica únicamente a un país: por ejemplo: una civilización antigua, o a un recurso natural que está en riesgo de extinción u otro tema, en décadas recientes la National Geographic Society ha lanzado otras revistas con diferentes enfoques.

## Fotografía

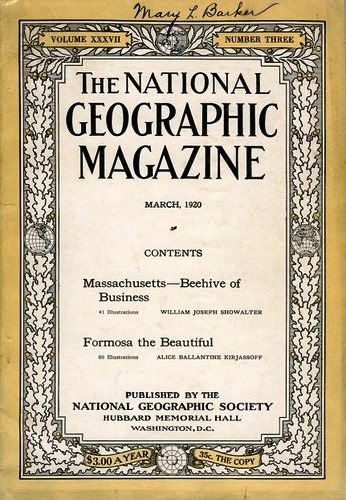
Portada de la National Geographic Magazine, marzo de 1920.

Además de ser reconocida por los artículos acerca de paisajes, historia, y los reportajes sobre los rincones más recónditos del mundo; la revista ha sido reconocida por su formato tipo libro y la alta calidad de su fotografía. Este alto estándar hace que la revista sea el hogar de algunos de los reporteros gráficos de más alta calidad en el mundo. 
La revista empezó a presentar fotografías en color a comienzos del siglo XX, cuando esta tecnología era escasa. Durante la década de 1930, Luis Marden (1913-2003), un escritor y fotógrafo para la National Geographic, convenció a la revista de permitir a sus fotógrafos el uso de las cámaras pequeñas de 35 mm cargadas con película Kodachrome en cambio de las voluminosas cámaras con trípodes y lentes plateados. En 1956, la revista comenzó a publicar pequeñas imágenes en sus portadas, después inició la impresión de fotografías grandes, se ha caracterizado por el uso de las más adelantadas técnicas de fotografía por ejemplo la fotografía digital. 
La portada de la revista aún contiene su inicial borde amarillo, pero desapareció la hoja de roble y la tabla de contenidos. Esta fue cambiada por una de las fotografías de los artículos del mes que contenía la edición. National Geographic ofrece paquetes de suscripción por años y re vende a tiendas especializadas colecciones de ediciones pasadas. En 2006 National Geographic inició una competición mundial de fotografía con cerca de 80 países participantes. 

### Suplemento de Mapas
Artículos suplementarios, la revista algunas veces provee mapas de las regiones visitadas. Los mapas de la National Geographic Society han sido usados por el gobierno de los Estados Unidos en circunstancias cuando sus propios recursos cartográficos son limitados. El plano del cuarto del presidente Franklin Roosevelt en la Casa Blanca fue archivado con los mapas de la National Geographic. Un mapa de Europa de la National Geographic es usado en el museo de Winston Churchill en Londres, mostrando la marca de Churchill en la conferencia de Yalta, donde los líderes Aliados y los líderes Rusos dividieron la Europa de la posguerra. En 2001, National Geographic lanzó un conjunto de 8 Cd-ROM que contenían todos los mapas desde 1888 hasta diciembre de 2000. Había versiones impresas disponibles en NGMapcollection.com.

### Venta de sus archivos históricos
A causa de la crisis económica mundial que sacudió al mundo a finales de la primera década del siglo XXI, la revista National Geographic decidió vender sus acervos fotográficos que constan de 500.000 negativos de la casi 11 millones de fotografías siendo este el más grande archivo fotográfico del mundo.
Debido a que National Geographic optó por la digitalización de su material fotográfico, a pesar de la venta de los archivos físicos la sociedad conservará los derechos de publicación para poder usar estas fotos en el futuro. El precio de venta de estas placas fotográficas de carácter prestigioso y exclusivo va desde los $ 3.000 a los $ 10.000 dólares americanos.
Este material se conservaba en cámaras refrigeradas en sus archivos en Washington. Por lo pronto se ha iniciado la exposición de una colección de 150 imágenes que ilustran la humanidad casi desde que inició la fotografía en una muestra de la Galería Steven Kasher de Washington. La colección se llama "El mundo en blanco y negro: Copias clásicas de National Geographic" y algunas fotografías exhibidas se muestran por primera vez al público. Entre estas están las imágenes de los Alpes de 1980, Machu Picchu en 1915 y Uganda en 1906.
Así, National Geographic inicia una ruta de aproximadamente dos años con 4 exposiciones donde mostrarán el valor artístico de sus archivos. En octubre de 2009 National Geographic editó un álbum de fotografías llamado "National Geographic Image Collection".
Los administradores piensan y asumen que será doloroso deshacerse del material fotográfico, pero en tiempos de crisis económica mundial, las donaciones han disminuido llevando a buscar medidas para salir de este periodo difícil ya que es una entidad sin ánimo de lucro la cual vive de las donaciones disminuidas ahora por la crisis, así como de los pioneros aventureros que financiaban sus propias expediciones fotográficas y enriquecían el día a día de la revista.

## Ediciones en otros idiomas
La primera edición local de National Geographic en otro idioma fue en japonés, en abril de 1995. Actualmente la revista se publica en 34 diferentes idiomas alrededor del mundo incluyendo el inglés como la edición mundial base. Los idiomas en los que también se imprime son: 
| Idioma                            | Sitio web                                                                             | Redactor jefe         | Editorial                                   | Primera edición    |
| --------------------------------- | ------------------------------------------------------------------------------------- | --------------------- | ------------------------------------------- | ------------------ |
| Alemán                            | www.nationalgeographic.de                                                             | Erwin Brunner         |                                             | octubre de 1999    |
| Árabe                             | ngalarabiya.com                                                                       | Mohammed Al-Hamady    |                                             | octubre de 2010    |
| Búlgaro                           | www.nationalgeographic.bg                                                             | Krassimir Drumev      |                                             | noviembre de 2005  |
| Checo                             | www.national-geographic.cz                                                            | Tomáš Tureček         |                                             | octubre de 2002    |
| Chino (China continental)         | ngmchina.com.cn Archivado el 1 de octubre de 2012 en Wayback Machine.                 | Ye Nan                |                                             | julio de 2007      |
| Chino (Taiwán)                    | www.ngm.com.tw Archivado el 15 de junio de 2011 en Wayback Machine.                   | Roger Pan             |                                             | enero de 2001      |
| Coreano (Corea del Sur)           | www.nationalgeographic.co.kr                                                          | Sun-ok Nam            |                                             | enero de 2000      |
| Croata                            | www.nationalgeographic.com.hr Archivado el 15 de agosto de 2003 en Wayback Machine.   | Hrvoje Prćić          |                                             | noviembre de 2003  |
| Danés                             | www.nationalgeographic.dk                                                             | Karen Gunn            |                                             | septiembre de 2000 |
| Esloveno                          | www.nationalgeographic.si                                                             | Marija Javornik       |                                             | abril de 2006      |
| Español (Latinoamérica)           | www.nationalgeographicla.com                                                          | Omar López Vergara    | Editorial Televisa                          | noviembre de 1997  |
| Español (España)                  | www.nationalgeographic.es                                                             | Josep Cabello         | Editorial RBA                               | octubre de 1997    |
| Estonio                           | www.national-geographic.ee                                                            | Erkki Peetsalu        |                                             | octubre de 2011    |
| Finés                             | www.nationalgeographic-suomi.com Archivado el 29 de julio de 2009 en Wayback Machine. | Karen Gunn            |                                             | enero de 2001      |
| Francés                           | www.nationalgeographic.fr                                                             | François Marot        |                                             | octubre de 1999    |
| Georgiano                         | www.nationalgeographic.ge                                                             | Levan Butkhuzi        |                                             | octubre de 2012    |
| Griego                            | www.nationalgeographic.gr                                                             | Maria Atmatzidou      |                                             | octubre de 1998    |
| Húngaro                           | www.geographic.hu                                                                     | Tamás Schlosser       |                                             | marzo de 2003      |
| Hebreo                            | www.nationalgeographic.co.il                                                          | Daphne Raz            |                                             | junio de 1998      |
| Indonesio                         | www.nationalgeographic.co.id                                                          | Yunas Santhani Azis   |                                             | marzo de 2005      |
| Inglés                            | www.nationalgeographic.com/ngm                                                        | Chris Johns           |                                             | octubre de 1888    |
| Italiano                          | www.nationalgeographic.it                                                             | Marco Cattaneo        |                                             | febrero de 1998    |
| Japonés                           | www.nationalgeographic.jp                                                             | Shigeo Otsuka         |                                             | abril de 1995      |
| Letón                             | www.nationalgeographic.lv                                                             | Rimants Ziedonis      |                                             | octubre de 2012    |
| Lituano                           | www.nationalgeographic.lt                                                             | Frederikas Jansonas   |                                             | octubre de 2009    |
| Mongol                            | www.nationalgeographic.mn                                                             | Dergerjargal Anbat    |                                             | octubre de 2012    |
| Neerlandés (Países Bajos/Bélgica) | www.nationalgeographic.nl                                                             | Aart Aarsbergen       |                                             | octubre de 2000    |
| Noruego                           | www.nationalgeographic.no                                                             | Karen Gunn            |                                             | septiembre de 2000 |
| Persa (Farsi)                     |                                                                                       | Hiva Sharifi          |                                             | noviembre de 2012  |
| Polaco                            | www.nationalgeographic.pl                                                             | Martyna Wojciechowska |                                             | octubre de 1999    |
| Portugués (Brasil)                | nationalgeographic.abril.com.br                                                       | Matthew Shirts        | Grupo Abril                                 | mayo de 2000       |
| Portugués (Portugal)              | www.nationalgeographic.pt                                                             | Gonçalo Pereira       | Editorial RBA                               | abril de 2001      |
| Rumano                            | www.national-geographic.ro                                                            | Cristian Lascu        |                                             | mayo de 2003       |
| Ruso                              | www.national-geographic.ru                                                            | Alexander Grek        |                                             | octubre de 2003    |
| Serbio                            | www.nationalgeographic-srbija.com                                                     | Igor Rill             |                                             | noviembre de 2006  |
| Sueco                             | www.nationalgeographic.se                                                             | Karen Gunn            |                                             | septiembre de 2000 |
| Tailandés                         | www.ngthai.com                                                                        | Kowit Phadungruangkij | Amarin Printing & Publishing Public Co.Ltd. | agosto de 2001     |
| Turco                             | www.nationalgeographic.com.tr                                                         | Nesibe Bat            |                                             | mayo de 2001       |
| Ucraniano                         | www.facebook.com/NatGeoUkraine                                                        | Olha Valchyshen       | Sanoma Media Ukraine                        | abril de 2013      |

## Premios
El 1 de mayo de 2008 National Geographic ganó 3 premios del National Magazine Awards: un premio de estos fue por su contenido escrito, en la categoría de reportaje por un artículo de Peter Hessler acerca de la economía China; un premio en la categoría Fotorreportaje por el trabajo de John Stanmeyer acerca de la Malaria en el tercer mundo y un prestigioso premio por la excelencia general. En el año 2015, Tomás Munita ganó el Premio Gabriel García Márquez de Periodismo en la categoría Imagen por su fotorreportaje Vaqueros extremos, publicado en National Geographic.

## Controversias

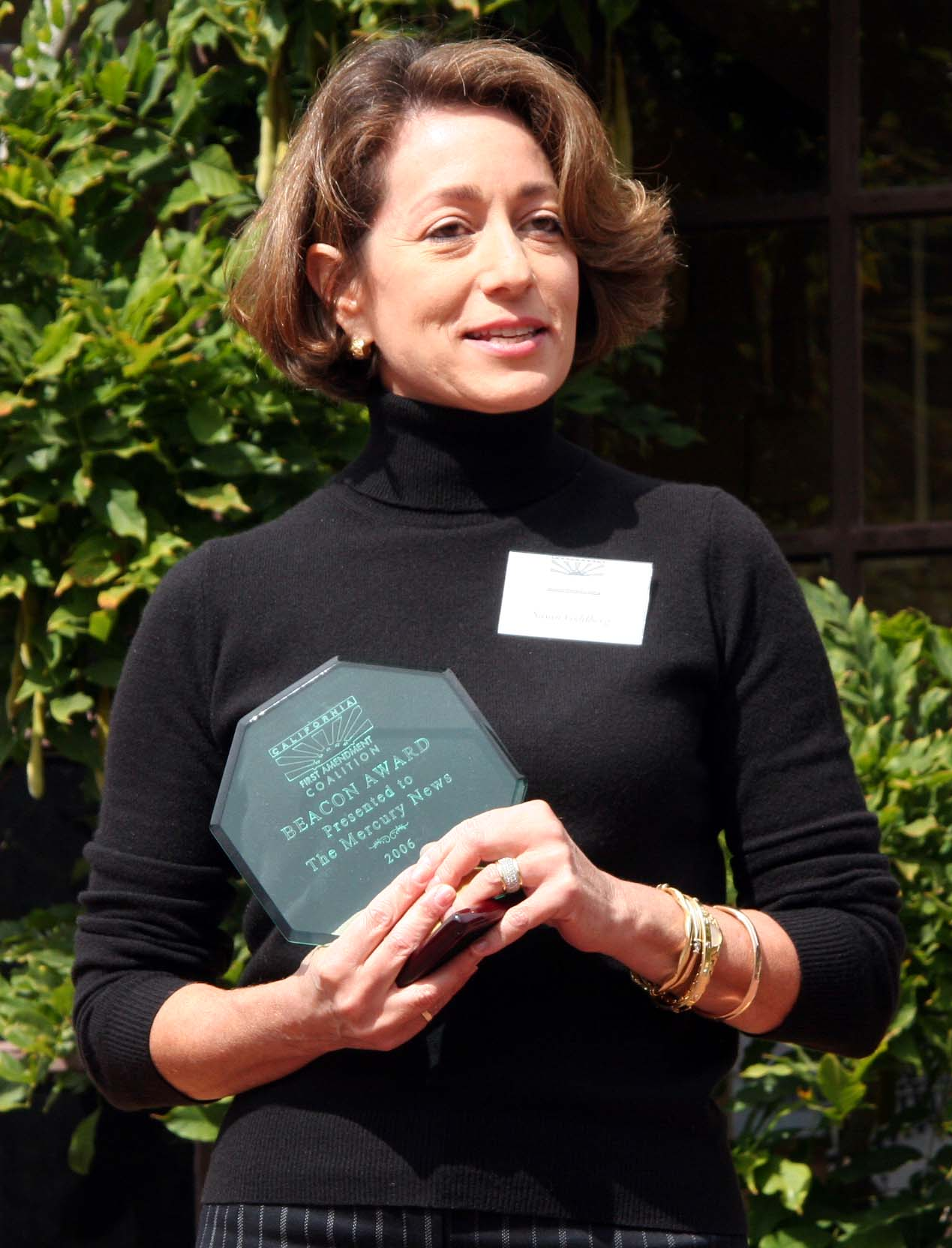
Susan Goldberg, la periodista estadounidense escribió en una editorial que durante mucho tiempo la revista National Geographic, ignoraba a los estadounidenses que no eran blancos, y sólo los mostraba como trabajadores o personal doméstico. Propagando de esta manera "todo tipo de clichés".

En la portada de la revista de febrero de 1982, se alteraron las pirámides de Giza, lo que resultó en el primer gran escándalo en la era de la fotografía digital y contribuyó a la "menguante credibilidad" de la fotografía, debido a las posibles ediciones que podrían surgir con el uso de softwares de edición de imágenes.
En la portada de la revista de octubre de 1988, se presentaba una foto de un gran retrato masculino de marfil cuya autenticidad procedía de la Edad de hielo, dicha procedencia ha sido cuestionada.
En el año 1999, la revista se vio envuelta en el escándalo Archaeoraptor, en el que pretendía poseer un fósil que vinculaba a las aves con los dinosaurios. Más tarde se comprobó que dicho fósil era una falsificación.
En 2010, el ganador del concurso Your Shot de la revista, fue otorgado a William Lascelles por una fotografía presentada como un retrato de un perro con aviones de combate volando sobre su hombro. Más tarde, Lascelles, admitió que en realidad él había creado la imagen usando un software de edición de fotos.
En marzo de 2018, la editora de National Geographic, Susan Goldberg, dijo que históricamente la cobertura de personas de todo el mundo por parte de la revista había sido racista. Goldberg afirmó que la revista ignoró a los estadounidenses que no eran blancos y mostró a diferentes grupos como exóticos, promoviendo de esta manera "clichés raciales".